# 内本町バスセンター
座標: 北緯34度40分59.5秒 東経135度30分43.3秒 / 北緯34.683194度 東経135.512028度
内本町バスセンター（うちほんまちバスセンター）は、かつて大阪府大阪市東区（現在の中央区）内本町2丁目に存在していたバスターミナルである。同区本町4丁目に存在した本町バスセンターについても本頁で説明する。

## 沿革・概要
1948年、阪急・京阪をはじめとする大阪市郊外に路線を構える民営鉄道系路線バスは、大阪市との協定によりそれぞれの鉄道ターミナルまでの乗り入れを実現する（第一次乗り入れ）。
その後、東京や名古屋での郊外バス都心乗り入れの波に押され、1951年に民営鉄道系バス5社は当時の大阪市東区本町4丁目にバスセンター（バスターミナル）設置と御堂筋乗り入れを要求したが、当時市営モンロー主義を採っていた大阪市が拒否した。
結局、大阪市が提示した同区内本町2丁目の南西角にバスセンターを設置することとなり、1952年12月に民営鉄道系バス5社は第一次乗り入れ区間と内本町2丁目バスセンターの路線延長免許を取得、1953年8月にバスセンターの完成を待って運行を開始した。また民営鉄道各社が要望していた本町4丁目にもサブターミナルとして本町バスセンターが設置された。民営各社は市内ではクローズドドアシステムとして、センター方向は降車のみ、センター発は乗車のみを扱った。
しかし、内本町バスセンターの立地が原因の一つとなり輸送実績は思わしくなく、道路渋滞などで著しく輸送効率が低下し、1968年頃から各社の撤退が相次ぎ、1970年1月に大阪市内の幹線道路が一方通行化されるのを機に廃止となった。本町バスセンターも廃止され跡地は近鉄本町ビル（現：本町セントラルビル・北緯34度41分0.2秒 東経135度29分59.1秒）となった。

## 開設当初の運行計画
順に会社名、起点、終点までの停留所を示す。
- 阪神電気鉄道（阪神バス）
  - 宝塚・西宮以遠 桜橋 - 肥後橋、本町4、本町2、BC
- 阪急バス
  - 箕面・池田以遠 梅田、肥後橋、本町4、本町2、BC
  - 高槻以遠 天六 - 南森町、天神橋、BC、本町2、本町4
- 京阪バス
  - 枚方以遠 天満橋 - 天神橋、BC、本町2、本町4
- 近畿日本鉄道（近鉄バス）
  - 枚岡以遠（額田・石切） 上六 - 下寺橋、末吉橋、BC、本町2、本町4
  - 国分以遠 阿部野橋 - 天王寺公園、下寺町、末吉橋、BC、本町2、本町4
- 南海電気鉄道（南海バス）
  - 草部・泉大津以遠 難波 - 湊町、四ツ橋、本町4、本町2、BC